# Santa Fe y la Mar
Santa Fe y la Mar är en ort i Mexiko.   Den ligger i kommunen San Juan Bautista Valle Nacional och delstaten Oaxaca, i den sydöstra delen av landet, 300 km sydost om huvudstaden Mexico City. Santa Fe y la Mar ligger 122 meter över havet och antalet invånare är 1 115.
Terrängen runt Santa Fe y la Mar är huvudsakligen kuperad, men österut är den bergig. Santa Fe y la Mar ligger nere i en dal. Runt Santa Fe y la Mar är det ganska glesbefolkat, med 47 invånare per kvadratkilometer. Närmaste större samhälle är San Juan Bautista Valle Nacional, 1,9 km nordost om Santa Fe y la Mar. I omgivningarna runt Santa Fe y la Mar växer i huvudsak städsegrön lövskog.